# Moinho de bolas

Animação do funcionamento de um moinho de bolas

Um moinho de bolas é um tipo de moinho usado para moer, combinar e, às vezes, misturar materiais para uso em processos de revestimento mineral, tintas, pirotecnia, cerâmica e sinterização seletiva a laser. Funciona com base no princípio de impacto e atrito: a redução do tamanho é feita por impacto à medida que as bolas caem perto do topo do "tambor" rotativo.[carece de fontes?]
A ideia geral por trás do moinho de bolas é antiga, mas foi somente com a revolução industrial e a invenção da energia a vapor que uma máquina de moagem eficaz usando essa ideia pôde ser construída. É relatado que foi usado para moer sílex para cerâmica em 1870.